# 213197 Lessac-Chenen
213197 Lessac-Chenen è un asteroide della fascia principale. Scoperto nel 2000, presenta un'orbita caratterizzata da un semiasse maggiore pari a 2,878391 UA e da un'eccentricità di 0,302670, inclinata di 6,797478° rispetto all'eclittica. Ha un diametro di 2,772 km.